# Théobald de Lixheim
Théobald de Lixheim, Thiébaud de Lixheim ou Diebold von Lixheim, est un peintre-verrier originaire de Lixheim, né vers 1455, et mort vers 1505 au cours d'un voyage en Saxe.

## Biographie
Théobald de Lixheim est très probablement originaire de Lixheim.
Il a été un des quatre peintres-verriers qui ont été associés à Pierre Hemmel d'Andlau, entre 1477 et 1481, comme Hans von Maursmünster. Il est difficile de reconnaître ses œuvres dans toute la production des ateliers de verriers strasbourgeois.
Paul Frankl qui a fait une étude de ses œuvres lui a attribué des vitraux à :
- l'église Sainte-Walburge de Walbourg,
- l'église Saints-Pierre-et-Paul d'Obernai, des textes le citent en 1494,
- les vitraux du chœur de la collégiale Saint-Rémy de Fénétrange.

Françoise Gatouillat a remis en cause ces attributions.
Le seul ouvrage connu avec certitude est la verrière monumentale de la baie nord (baie 15) du croisillon nord du transept de la cathédrale Saint-Étienne de Metz  qu'il a signée :
HOC OPUS PER THEOBALDUM DE LYXHEIM VITRIARIUM PERFECTUM EST ANNO DOMINI MCCCCCIV
qu'on peut traduire par : « Cette œuvre par Théobald de Lixheim, verrier, est achevée l’an du Seigneur 1504. »
Cette verrière a été très transformée en 1879 et 1906-1909 par la maison  Shmitz-Reuters d'Aix-la-Chapelle, puis par Fritz Geiges de Fribourg-en-Brisgau.
La partie de cette verrière qui lui est attribuable comprend des vitraux du tympan, le registre intermédiaire représentant huit saintes avec l'inscription de Théobald de Lixheim et le registre supérieur représentant huit saints. Le tympan comprend les quatre évangélistes, le couronnement de la Vierge, des anges musiciens, des anges portant les instruments de la Passion dans la rose.